# Макарова, Людмила Иосифовна
Людмила Иосифовна Мака́рова (20 октября 1921, Петроград — 30 мая 2014, Санкт-Петербург) — советская и российская актриса театра и кино. Народная артистка СССР (1977).

## Биография
Родилась в Петрограде (ныне — Санкт-Петербург) в семье руководящего работника рыбной промышленности Осипа (Иосифа) Макаровича Макарова (1888—?) и портнихи Натальи Николаевны Подзе (1902—1983), родом из Карелии. Позднее отец оставил семью.    .
В детстве мечтала стать балериной, но болезнь ног исключила балет, его заменил драматический кружок при Доме учителя. В 1938 году поступила в студию при Ленинградском Большом драматическом театре имени М. Горького (БДТ). Тогда же была принята во вспомогательный состав театра и дебютировала на сцене в эпизодической роли Мальчишки в спектакле «Кубанцы» по пьесе В. М. Ротко, поставленном Б. А. Бабочкиным.
В 1941 году окончила студию и была принята в труппу БДТ. Успела сыграть Аню в чеховском «Вишнёвом саде» (в постановке П. П. Гайдебурова), в мае вышла замуж за молодого актёра БДТ Е. Копеляна, но начавшаяся война разлучила её и с театром, и с мужем: Большой драматический театр был эвакуирован в Киров, Е. Копелян ушёл добровольцем в Театр народного ополчения, она осталась в Ленинграде. С 1941 года и до окончания войны служила в Театре Балтийского флота. Сначала, по воспоминаниям актрисы, это были бригады, выступавшие в портах (куда их доставляли на лодках), на кораблях, однажды даже на подводной лодке, потом поставили спектакль «У стен Ленинграда», который играли в осаждённом городе, в ДК «Выборгский». Позже, после прорыва блокады, театр на многих фронтах поднимал настроение бойцам комедиями А. Н. Островского «Не всё коту масленица» и «Свои люди — сочтёмся».
В 1945 году вернулась в Большой драматический театр имени Горького (ныне Большой драматический театр имени Г. А. Товстоногова), где служила до конца своей жизни.
Сценическую карьеру начинала в те времена, когда не только БДТ, но весь советский театр переживал кризис и терял зрителей. Она начинала как лирическая героиня, при этом меньше всего убеждала критиков именно в лирических сценах. Вопреки навязанному режиссёрами амплуа стремилась стать характерной актрисой. «В образах, созданных ею, — писала Т. Забозлаева, — нет-нет да и проскальзывало нечто более конкретное, нежели только юная непосредственность чувств. Играя поверхностные роли девочек из послевоенных комедий или сказочных героинь, она стремилась сделать эти образы „узнаваемыми“, найти в них житейски достоверное».
Принимала участие в дублировании иностранных фильмов.
Член КПСС с 1953 года.
Скончалась в Санкт-Петербурге 30 мая 2014 года. Прощание с актрисой прошло 3 июня 2014 года в БДТ им. Г. А. Товстоногова. Похоронена на Литераторских мостках Волковского кладбища.

## Награды и звания
- Заслуженная артистка РСФСР (1957)[10].
- Народная артистка РСФСР (1963)
- Народная артистка СССР (1977)
- Орден «За заслуги перед Отечеством» IV степени (2002)[11]
- Орден Почёта (2011)[12]
- Орден Отечественной войны II степени (1985)
- Медаль «За оборону Ленинграда» (1945)
- Медаль «За доблестный труд в Великой Отечественной войне 1941—1945 гг.» (1946)
- Медаль «За победу над Германией в Великой Отечественной войне 1941—1945 гг.»
- Медаль «Двадцать лет Победы в Великой Отечественной войне 1941—1945 гг.»
- Медаль «Тридцать лет Победы в Великой Отечественной войне 1941—1945 гг.» (1975)
- Медаль «Сорок лет Победы в Великой Отечественной войне 1941—1945 гг.»
- Медаль «50 лет Победы в Великой Отечественной войне 1941—1945 гг.»
- Медаль «60 лет Победы в Великой Отечественной войне 1941—1945 гг.»
- Медаль «65 лет Победы в Великой Отечественной войне 1941—1945 гг.»
- Медаль Жукова
- Медаль «Ветеран труда»
- Медаль «В ознаменование 100-летия со дня рождения Владимира Ильича Ленина»
- Медаль «В память 250-летия Ленинграда» (1957)
- Медаль «В память 300-летия Санкт-Петербурга» (2003)
- Медаль «300 лет Российскому флоту»
- Театральная премия Санкт-Петербурга «Золотой софит» — специальная премия «За творческое долголетие и уникальный вклад в театральную культуру» (1999)[13]
- Театральная премия «Золотая маска» в номинации «За честь и достоинство» (2006)
- Знак народной признательности «Созидатель Петербурга» (2001).

### Семья
- Муж — Ефим Захарович Копелян (1912—1975), актёр театра и кино, Народный артист СССР (1973).
  - Сын — Кирилл Ефимович Копелян (1948—2005), актёр, окончил ЛГИТМиК в 1972 году, играл в ленинградском Театре драмы и комедии на Литейном.

## Творчество

### Роли в театре
- 1938 — «Кубанцы» В. М. Ротко; режиссёр Б. А. Бабочкин — Мальчишка
- 1939 — «Бикин впадает в Уссури» М. Ф. Чумандрина; постановка А. В. Мелузова — Холопка
- 1939 — «Волк» Л. М. Леонова; режиссёры Б. А. Бабочкин и П. К. Вейсбрёма — Подруга
- 1941 — «Вишнёвый сад» А. П. Чехова; постановка П. П. Гайдебурова — Аня
- 1945 — «Стакан воды» Э. Скриба — Эбигейль
- 1945 — «Беспокойная старость» Л. Н. Рахманова; постановка A. M. Жукова — Студентка
- 1945 — «Сотворение мира» Н. Ф. Погодина; режиссёр И. С. Зонне — Симочка
- 1947 — «Закон зимовки» Б. Л. Горбатова; режиссёр В. П. Кожич — Ксения, уборщица
- 1947 — «Великая любовь» (Мужество) Г. С. Берёзко; постановка P. P. Сусловича — Рыжова
- 1947 — «Русский вопрос» К. М. Симонова; постановка З. М. Аграненко — Мисс Бридж
- 1948 — «В одном городе» А. В. Софронова; постановка Е. К. Лепковской — Клавдия Бурмина
- 1949 — «Дачники» М. Горького; постановка Б. А. Бабочкина (возобновление) — Барышня в голубом, Соня
- 1949 — «В окнах горит свет» Л. Д. Аграновича; постановка Н. С. Рашевской — Зина
- 1949 — «Снежок» В. А. Любимовой; постановка И. С. Городецкого — Анжела
- 1949 — «Слуга двух господ» К. Гольдони; постановка А. В. Соколова — Клариче
- 1949 — «Девушка с кувшином» Л. де Веги; режиссёр А. В. Соколов — Леонора
- 1950 — «Тайная война» В. С. Михайлова и Л. С. Самойлова; режиссёр P. P. Суслович — Груша Веткина
- 1950 — «Разлом» Б. А. Лавренёва; постановка А. В. Соколова и И. С. Зонне — Ксения
- 1950 — «Тёмной осенней ночью» Ю. П. Германа; постановка С. Н. Селектора — Эрна
- 1951 — «Сады» Е. Д. Люфанова; постановка А. В. Соколова и Е. З. Копеляна — Поля
- 1951 — «Снегурочка» А. Н. Островского; постановка И. С. Ефремова — Снегурочка
- 1953 — «Пролог» А. Штейна; постановка А. В. Соколова — Катя
- 1953 — «Вихри враждебные» Н. Ф. Погодина
- 1953 — «Строгая девушка» С. И. Алёшина; постановка О. Г. Казико, Г. Г. Никулина — Тоня Куликова
- 1956 — «Преступление Энтони Грехема» Д. Гордона, режиссёр Г. Г. Никулин, руководитель постановки Г. А. Товстоногов — Рэн
- 1956 — «Обрыв» по И. А. Гончарову, режиссёр Н. С. Рашевская — Улинька
- 1956 — «Шестой этаж» А. Жери, постановка Г. А. Товстоногова, режиссёр М. В. Сулимов — Жермен
- 1956 — «Когда цветёт акация» Н. Г. Винникова, постановка Г. А. Товстоногова, режиссёр И. П. Владимиров — Ведущая / Раиса Ковригина
- 1957 — «Метелица» В. Ф. Пановой — Валя
- 1958 — «Такая любовь» П. Когоута, режиссёр М. В. Сулимов — Лида Матисова
- 1958 — «Дали неоглядные» Н. Е. Вирты, постановка И. П. Владимирова, Р. А. Сироты — Настя
- 1959 — «Варвары» М. Горького; режиссёр Г. А. Товстоногов — Катя
- 1959 — «Пять вечеров» А. М. Володина; режиссёр Г. А. Товстоногов — Катя
- 1960 — «Иркутская история» А. Н. Арбузова; режиссёр Г. А. Товстоногов — Лариса
- 1960 — «Верю в тебя» В. Н. Коростылёва, постановка Р. А. Сироты — Ирина
- 1961 — «Океан» А. П. Штейна — Анечка
- 1962 — «Горе от ума» А. С. Грибоедова; режиссёр Г. А. Товстоногов — Лиза
- 1963 — «Варвары» М. Горького; режиссёр Г. А. Товстоногов — Весёлкина (ввод)
- 1963 — «Палата» С. И. Алёшина. постановка Г. А. Товстоногова и Е. А. Лебедева — Весёлкина (ввод)
- 1965 — «Три сестры» А. П. Чехова; режиссёр Г. А. Товстоногов — Наташа
- 1965 — «Римская комедия» Л. Г. Зорина; режиссёр Г. А. Товстоногов — Мессалина
- 1966 — «Мещане» М. Горького; режиссёр Г. А. Товстоногов — Елена
- 1967 — «Правду! Ничего, кроме правды…» Д. Н. Аля; режиссёр Г. А. Товстоногов — Бэсси Битти
- 1967 — «Традиционный сбор» В. С. Розова — Ольга Носова
- 1969 — «Два театра» Е. Шанявского; режиссёр Э. Аксер — Лаура
- 1969 — «Король Генрих IV» У. Шекспира, постановка и оформление Г. А. Товстоногова
- 1971 — «Тоот, другие и майор» И. Эркеня; режиссёр Г. А. Товстоногов — Гизи
- 1972 — «Ревизор» Н. В. Гоголя; режиссёр Г. А. Товстоногов — Анна Андреевна
- 1972 — «Ханума» А. А. Цагарели; режиссёр Г. А. Товстоногов — Ханума
- 1974, 2009 — «Кошки-мышки» И. Эркеня; режиссёр Ю. Е. Аксёнов — Гиза
- 1976 — «Дачники» М. Горького; режиссёр Г. А. Товстоногов — Мария Львовна
- 1977 — «Влияние гамма-лучей на рост бледно-жёлтых ноготков» П. Зиндела — Беатрис
- 1979 — «Наш городок» Т. Уайлдера — миссис Уэбб
- 1982 — «Островитянин» А. А. Яковлева, постановка Г. С. Егорова — Мария Павловна
- 1982 — «Дядя Ваня» А. П. Чехова, постановка Г. А. Товстоногова — Войницкая
- 1983 — «Кафедра» В. В. Врублевской, постановка М. Ю. Резниковича — Евграфова
- 1984 — «Скорбящие родственники» Б. Нушича, постановка С. Жигона — Симка
- 1985 — «На всякого мудреца довольно простоты» А. Н. Островского; режиссёр Г. А. Товстоногов — Клеопатра Львовна Мамаева
- 1987 — «Я построил дом» B. В. Павлова, постановка С. И. Яшина — Мать
- 1989 — «За чем пойдёшь, то и найдёшь» («Женитьба Бальзаминова») А. Н. Островского  — Бальзаминова
- 1991 — «Охота на ведьм» по пьесе А. Миллера «Салемские колдуньи» — Ребекка Нэрс
- 1992 — «Дворянское гнездо» по И. С. Тургеневу — Мария Дмитриевна Калитина
- 1994 — «Мещанин во дворянстве» Мольера
- 1997 — «Кадриль» В. П. Гуркина — Валя
- 2000 — «Ложь на длинных ногах» Э. де Филиппо  — Кристина
- 2001 — «Дорогая Памела» Дж. Патрика — Памела Кронки
- «Яблоневая ветка» В. Н. Добровольский, Я. В. Смоляка — Майя Стрелкова
- «Когда ломаются копья» Н. Ф. Погодина — Лида
- «Половчанские сады» Л. М. Леонова — Маш'
- «Разоблачённый чудотворец» Г. Филдинга — Изабелла

### Фильмография
- 1953 — Любовь Яровая (фильм-спектакль) — девушка-военная
- 1953 — Слуга двух господ (фильм-спектакль) — Клариче, дочь Панталоне
- 1955 — Два капитана — подруга Кати
- 1956 — Девочка и крокодил — мать Мити
- 1956 — Медовый месяц — выпускница мединститута
- 1957 — Улица полна неожиданностей — мама «Козлика»
- 1957 — Степан Кольчугин — Нюшка
- 1957 — Тамбу-Ламбу (короткометражный) — врач (нет в титрах)
- 1958 — Отцы и дети — Кукшина
- 1958 — Ничему плохому не учили (короткометражный) — мама
- 1959 — Достигаев и другие (фильм-спектакль) — Жанна
- 1959 — Повесть о молодожёнах — Катя, регистратор в роддоме
- 1959 — Папа или мама? (короткометражный) — мама
- 1960 — Мёртвые души (фильм-спектакль) — Софья Ивановна, просто приятная дама
- 1960 — Мост перейти нельзя — женщина в отеле
- 1963 — Два воскресенья — Валентина Ивановна Кошелева, кассир в сберкассе Радиозаводска
- 1963 — Рембрандт (фильм-спектакль) — Хендрике, служанка Рембрандта
- 1965 — Нос (фильм-спектакль)
- 1967 — Доктор Стокман (фильм-спектакль)
- 1968 — Юморески Валентина Катаева (фильм-спектакль) (новелла «Жемчужина») — рыбка Каролина / медуза
- 1969 — Правду! Ничего, кроме правды! (фильм-спектакль) —  Бесси Битти, свидетельница
- 1971 — Мещане (фильм-спектакль) — Елена Николаевна Кривцова
- 1972 — 31-й отдел (фильм-спектакль) — бывший главный редактор
- 1972 — Ревизор. Сцены из спектакля (фильм-спектакль) — Анна Андреевна, жена городничего
- 1973 — В добрый час (фильм-спектакль) — Анастасия Ефремовна Аверина
- 1973 — Хроника одной репетиции (фильм-спектакль) — Анна Андреевна
- 1974 — Ещё не вечер — медсестра в регистратуре роддома
- 1975 — Повторная свадьба — Мария Аркадьевна Тарасова
- 1975 — Рассказ о простой вещи — Соковнина
- 1977 — Юлия Вревская — эпизод
- 1978 — Ханума — Ханума
- 1980 — Атланты и кариатиды — Полина Шугачёва, многодетная мать
- 1980 — Там, за семью горами
- 1982 — Ослиная шкура — мадам Бурабо, атаманша
- 1983 — Карамболина-карамболетта — «Карамболина», стареющая костюмерша
- 1983 — Семён Дежнёв — эпизод
- 1983 — Среди тысячи дорог — Евгения Павловна Бельская-Лукова, актриса театра музкомедии
- 1985 — Марица — мама Зупана
- 1986 — Тайна Снежной королевы — атаманша
- 2009 — БДТ тридцать лет спустя (фильм-спектакль) — жена городничего / Ханума / Клеопатра Львовна Мамаева
- 2009 — Кошки-мышки (фильм-спектакль) — Гиза

#### Озвучивание
- 1957 — Моя ошибка —  Кулийпа (роль С. Токтобековой)
- 2012 — Отстегните ремни

#### Участие в фильмах
- 1997 — Павел Панков (из цикла телепрограмм канала ОРТ «Чтобы помнили») (документальный)
- 1998 — Ефим Копелян (из цикла телепрограмм канала ОРТ «Чтобы помнили») (документальный)
- 2003 — Явление Мастера. Георгий Товстоногов (документальный)